# Guillermo Maripán
Guillermo Alfonso Maripán Loaysa (Santiago, 6 de maio de 1994) é um futebolista chileno que atua como zagueiro. Atualmente, defende o Torino.

## Carreira
Revelado pelo Universidad Católica, Maripán se transferiu para o Alavés em 7 de julho de 2017, assinando um contrato válido por quatro anos.

### Carreira internacional
Maripán marcou seu primeiro gol pela Seleção Chilena de Futebol na partida contra a Romênia, numa derrota por 3–2.